# Göstrings kontrakt
Göstrings kontrakt var ett kontrakt i Linköpings stift inom Svenska kyrkan. Kontraktet upphörde 1961. 
Kontraktet omfattade
- Skänninge stadsförsamling
- Allhelgona församling
- Bjälbo församling
- Ekeby församling
- Rinna församling
- Blåviks församling
- Åsbo församling
- Högby församling
- Västra Skrukeby församling som 1890 uppgick i Högby församling
- Hogstads församling
- Väderstads församling
- Harstads församling som 1892 uppgick i Väderstads församling
- Hovs församling
- Appuna församling
- Malexanders församling från 1 maj 1921 då överförd från Ydre kontrakt

## Historik
Fram till 1890 ingick Västra Skrukeby som då förenades med Högby. Fram till 1892 ingick Harstad som då förenades med Väderstad. Malexanders församling tillkom senare.
Kontraktet upphörde 1961. Från 1962 ingick alla församlingar i Göstrings och Lysings kontrakt utom Högby som kom att tillhöra Vifolka och Valkebo kontrakt. 
Området är ungefär som Göstrings härad.

## Kontraktsprostar
| Ämbetstid | Namn                       | Levnadstid | Övrigt                 |
| --------- | -------------------------- | ---------- | ---------------------- |
| 1354      | Benedictus                 |            | Kyrkoherde i Skänninge |
| 1374–1375 | Paeter                     |            | Kyrkoherde i Skänninge |
| 1378      | Hinsekin                   |            | Kyrkoherde i Skänninge |
| 1381      | Anders                     |            | Kyrkoherde i Skänninge |
| 1393      | Ragvaldus                  |            | Kyrkoherde i Skänninge |
| 1402      | Johannes Nicolai           |            | Kyrkoherde i Skänninge |
| 1411      | Ingolfwer                  |            | Kyrkoherde i Skänninge |
| 1418      | Ingo                       |            | Kyrkoherde i Skänninge |
| 1552–1560 | J Erici                    |            | Kyrkoherde i Väderstad |
| 1560–1569 | Nicolaus                   | –1569      | Kyrkoherde i Ekeby     |
| 1593–1595 | Andreas Laurentii          | Död 1595   | Kyrkoherde i Ekeby     |
| 1619–1639 | Peder Ericksson Holm       | 1579–1639  | Kyrkoherde i Skänninge |
| 1639–1648 | Nicolaus Andreæ Juringius  | 1590–1653  | Kyrkoherde i Ekeby     |
| 1650–1655 | Johannes Nicolai Eosander  | 1600–1661  | Kyrkoherde i Åsbo      |
| 1655–1665 | Andreas Petri Normolander  | 1599–1665  | Kyrkoherde i Hov       |
| 1665–1672 | Daniel Danielis Dalinus    | 1609–1672  | Kyrkoherde i Skänninge |
| 1674–1675 | Vibernus Haquini Pictorius | 1616–1675  | Kyrkoherde i Högby     |
| 1676–1691 | Johannes Phallenius        | 1613–1695  | Kyrkoherde i Hov       |
| 1691–1697 | Andreas Petri Dyk          | 1640–1697  | Kyrkoherde i Skänninge |
| 1700–1712 | Sevardus Olai Rinman       | 1633–1712  | Kyrkoherde i Ekeby     |
| 1712–1727 | Claudius Magni Livin       | 1666–1732  | Kyrkoherde i Skänninge |
| 1727–1748 | Johannes Zerl              | 1677–1748  | Kyrkoherde i Ekeby     |
| 1750–1754 | Johan Rydberg              | 1680–1754  | Kyrkoherde i Väderstad |
| 1755–1777 | Pehr Schenberg             | 1701–1777  | Lektor i Linköping     |
| 1777–1778 | Claës Livin                | 1714–1778  | Kyrkoherde i Skänninge |
| 1780–1791 | Claes Melander             | 1724–1791  | Lektor i Linköping     |
| 1791–1793 | Gabriel Zerl               | 1723–1793  | Kyrkoherde i Högby     |
| 1793–1811 | Pehr Danielsson Kernell    | 1728–1821  | Kyrkoherde i Åsbo      |
| 1811–1847 | Matthias Sundevall         | 1763–1847  | Kyrkoherde i Skänninge |
| 1848–1861 | Claes Gustaf Borre         | 1786–1869  | Kyrkoherde i Åsbo      |
| 1861–1870 | Carl Augustin Schröder     | 1797–1870  | Kyrkoherde i Väderstad |
| 1870–1891 | Wilhelm Lidberg            | 1813–1891  | Kyrkoherde i Hov       |
| 1891–1902 | Wilhelm Metzén             | 1828–1907  | Kyrkoherde i Skänninge |
| 1902–1909 | Jon Julin                  | 1832–1919  | Kyrkoherde i Ekeby     |
| 1909–1927 | Mauritz Landström          | 1845–1927  | Kyrkoherde i Åsbo      |
| 1927–1935 | Johan Ekedahl              | 1862–1944  | Kyrkoherde i Väderstad |
| 1935–1953 | Arvid Nordin               | 1890–1960  | Kyrkoherde i Åsbo      |